# Ouchamps
Ouchamps is een plaats en voormalige gemeente in het Franse departement Loir-et-Cher in de regio Centre-Val de Loire en maakt deel uit van het arrondissement Romorantin-Lanthenay. De plaats telde 733 inwoners op 1 januari 2018.

## Geschiedenis
Ouchamps is op 1 januari 2019 gefuseerd met de gemeenten Contres, Feings, Fougères-sur-Bièvre en Thenay tot de gemeente Le Controis-en-Sologne. 

## Geografie
De oppervlakte van Ouchamps bedraagt 13,08 vierkante kilometer; Op 1 januari 2018 was de bevolkingsdichtheid 56 inwoners per km².
De onderstaande kaart toont de ligging van Ouchamps met de belangrijkste infrastructuur en aangrenzende gemeenten.

## Demografie
Onderstaande figuur toont het verloop van het inwonertal.
Contres · Feings · Fougères-sur-Bièvre · Ouchamps · Thenay